# 薩松 (土耳其)

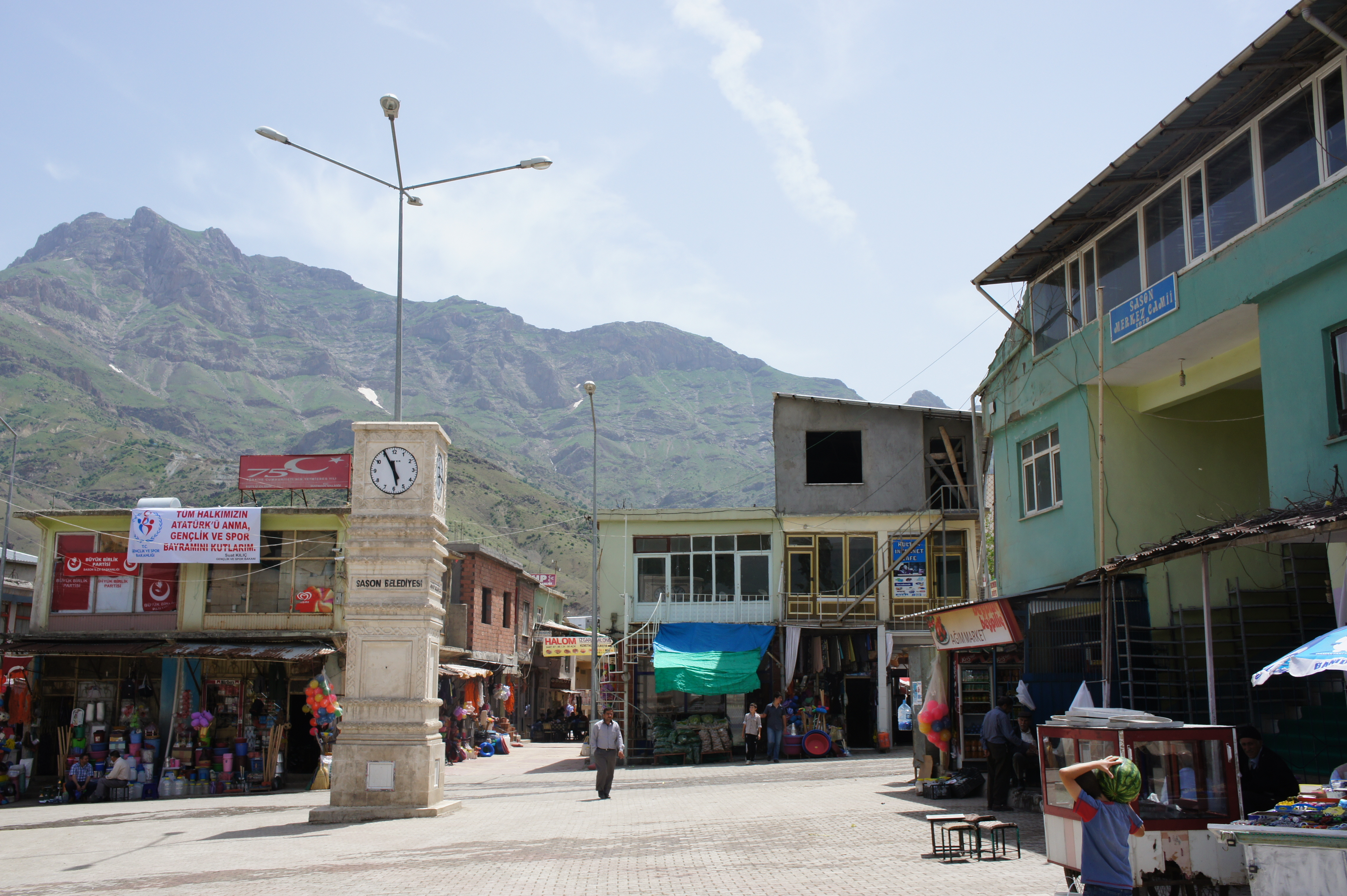
Sason

薩松是土耳其的城鎮，由巴特曼省負責管轄，位於該國東南部，面積661平方公里，2011年人口10,969，大部分居民是庫爾德人或扎扎人，亞美尼亞人佔少數。

## 外部連結
- Armenian History and Presence in Sason （页面存档备份，存于）

38°20′N 41°25′E / 38.333°N 41.417°E